# Phoenicolacerta troodica
Phoenicolacerta troodica là một loài thằn lằn trong họ Lacertidae. Loài này được Werner mô tả khoa học đầu tiên năm 1936.

## Hình ảnh

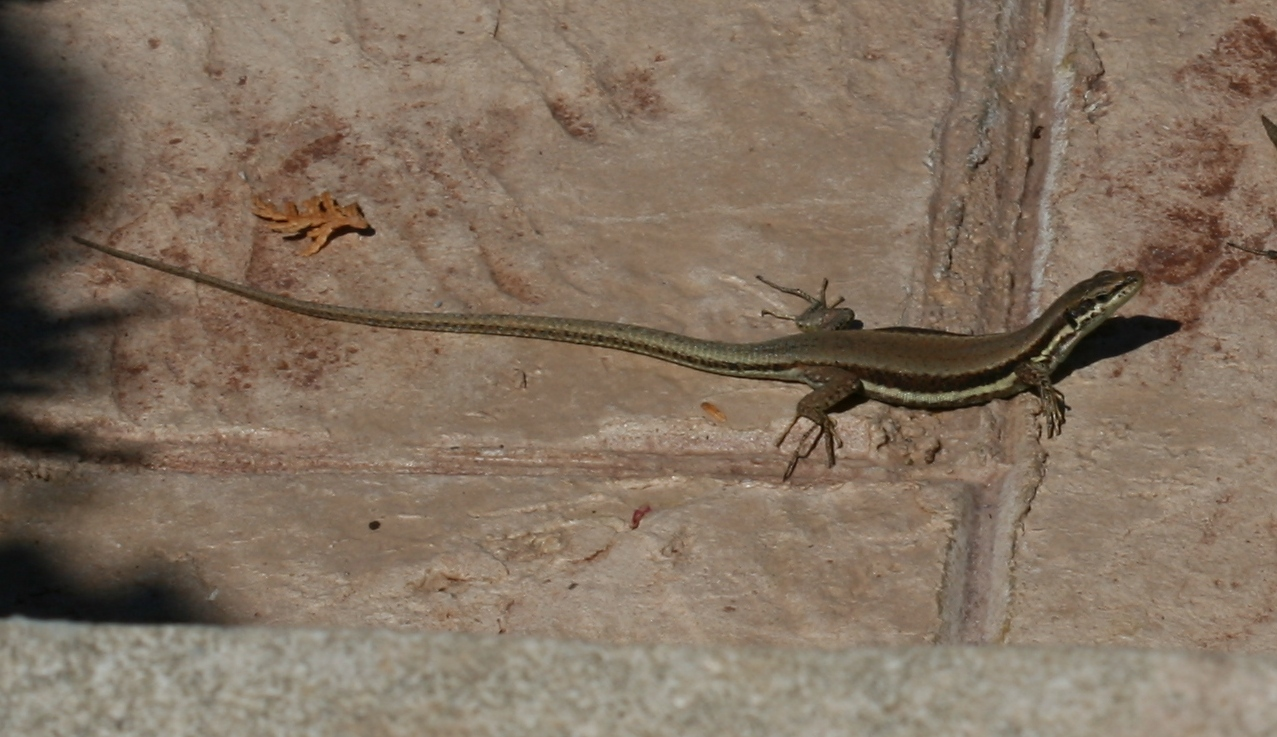